# 985. pr. Kr.
◄ | 11. stoljeće pr. Kr. | 10. stoljeće pr. Kr. | 9. stoljeće pr. Kr. | ►
◄ | 1010-ih pr. Kr. | 1000-ih pr. Kr. | 990-ih pr. Kr. | 980-ih pr. Kr. | 970-ih pr. Kr. | 960-ih pr. Kr. | 950-ih pr. Kr. | ►
◄◄ | ◄ | 988. pr. Kr. | 987. pr. Kr. | 986. pr. Kr. | 985 pr. Kr. | 984. pr. Kr. | 983. pr. Kr. | 982. pr. Kr. | ► | ►►
Astronomija

## Događaji
- U bici kod Hebrona, izraelski kralj David pobijedio je Filistejce koji su ostali obitavati u Gazi, Aškelonu i Ašdodu.